# Luigi Nocera
Luigi Nocera (Sant'Egidio del Monte Albino, 14 febbraio 1955 – Sant'Egidio del Monte Albino, 5 aprile 2025) è stato un politico italiano.

## Biografia
Laureato in medicina, svolge la professione di medico chirurgo. A metà anni '80 viene eletto consigliere comunale per la Democrazia Cristiana a Sant'Egidio del Monte Albino, diventando assessore nel 1990 e poi sindaco dal 1992 al 1995.
Viene eletto per la prima volta alla Camera nel 1994 nelle liste di Forza Italia in rappresentanza del Centro Cristiano Democratico di Pier Ferdinando Casini. Rieletto deputato anche nella successiva legislatura, fa parte della Commissione parlamentare Attività produttive e della commissione di vigilanza sull'anagrafe tributaria, inoltre è membro anche del Comitato parlamentare per i procedimenti d'accusa.
Nel 1998 aderisce all'Unione Democratica per la Repubblica e poi dal 1999 confluisce nell'UDEUR, e viene nominato sottosegretario di Stato per le politiche agricole e forestali nel secondo governo di Giuliano Amato (dal 27 aprile 2000 al 10 giugno 2001). Nel maggio 2001 termina il proprio mandato parlamentare. 
Dal 2005, in quota UDEUR, è assessore regionale all'ambiente della Regione Campania nella giunta di centrosinistra, carica che mantiene fino al febbraio 2008.
In seguito passa all'Udc, di cui diventa segretario provinciale a Salerno. Nel febbraio 2012 si riavvicina all'UDEUR di Clemente Mastella.
Dal 2016 al 2021 è nuovamente consigliere comunale, per una lista civica, a Sant'Egidio del Monte Albino.

## Procedimenti giudiziari
Nel 2008 viene accusato di concussione politica nell'inchiesta che ha coinvolto quasi tutti i vertici dell'Udeur (inclusi Mastella e consorte).
Nel gennaio 2011 viene iscritto nel registro degli indagati dalla Procura di Napoli nell'ambito dell'inchiesta sui rifiuti in mare (inchiesta che ha visto coinvolti altri nomi illustri, tra cui Antonio Bassolino).